# Stadio República de Italia
Lo stadio República de Italia (in spagnolo: Estadio República de Italia) è un impianto sportivo di Ciudad Evita, in provincia di Buenos Aires. Ospita le partite interne dello Sportivo Italiano ed ha una capienza di 8 000 spettatori. L'impianto sorge al margine dell'autostrada A002 Riccheri che unisce l'aeroporto internazionale di Ezeiza con l'avenida General Paz.

## Storia
I terreni sui quali sorge l'attuale impianto furono acquistati dalla commissione direttiva dello Sportivo Italiano il 1º giugno 1989. L'impianto fu inaugurato solennemente il 10 ottobre 2005 alla presenza del presidente dell'Asociación del Fútbol Argentino Julio Grondona e del console d'Italia Nicola Occhipinti. In occasione dell'inaugurazione fu organizzata un'amichevole tra la squadra di casa ed il Boca Juniors, terminata 2-1 a favore degli ospiti.